# Martin Vunk
Martin Vunk (Tartu, 21 augustus 1984) is een Estisch voetballer die bij voorkeur als defensieve middenvelder speelt.
Hij tekende in 2014 bij het Indonesische Persija Jakarta. In 2008 debuteerde hij voor Estland.

## Clubcarrière
Vunk werd uitgeroepen tot Estisch voetballer van het jaar in 2008 na zijn prestaties bij FC Flora Tallinn. Op 21 november 2009 tekende de defensief ingestelde middenvelder een contract bij het Zweedse Syrianska FC, dat hem twee jaar wou lenen. Op 5 januari 2011 tekende de Estisch international bij het Cypriotische Nea Salamis Famagusta. Op 25 juli 2012 trok hij naar het Griekse Panachaiki. In februari 2013 keerde Vunk terug naar Estland, waar hij bij JK Sillamäe Kalev tekende. Op 22 februari 2014 verhuisde hij naar reeksgenoot Nõmme JK Kalju. Op 9 december 2014 tekende Vunk een eenjarig contract bij Persija Jakarta, dat in de Indonesische Super League uitkomt.

## Interlandcarrière
Op 27 februari 2008 mocht Vunk zijn debuut maken voor Estland in de vriendschappelijke interland tegen Polen. Op 6 september 2011 scoorde hij zijn eerste interlanddoelpunt in de met 4–1 gewonnen EK-kwalificatiewedstrijd tegen Noord-Ierland.